# محله راغبه خاتون
راغبه خاتون (به عربی: راغبة خاتون) یکی از محله‌های شهر بغداد می‌باشد.